# Sisyborina marlieri
Sisyborina marlieri är en insektsart som först beskrevs av Bo Tjeder 1976.  Sisyborina marlieri ingår i släktet Sisyborina och familjen svampdjurssländor. Inga underarter finns listade i Catalogue of Life.